# Fabius (village, New York)
Pour les articles homonymes, voir Fabius.
Ne doit pas être confondu avec Fabius (ville, New York).
Fabius est un village du comté d'Onondaga, dans l'État de New York, aux États-Unis,. En 2010, il comptait une population de 352 habitants.

## Démographie
Lors du recensement de 2010, le village comptait une population de 352 habitants. Elle est estimée, en 2019, à 332 habitants.